# احمدآباد (بهاباد)
احمدآباد، روستایی از توابع بخش مرکزی شهرستان بهاباد در استان یزد ایران است.

## جمعیت
این روستا در دهستان جلگه قرار دارد و براساس سرشماری مرکز آمار ایران در سال ۱۳۸۵، جمعیت آن ۱٬۰۸۵ نفر (۲۴۹خانوار) بوده‌است.